# Mihai Stoichiță
Mihai Stoichiță  (n. 10 mai 1954, București, România) este un fost jucător român de fotbal, actualmente antrenor și președinte al Comisiei Tehnice din cadrul Federației Române de Fotbal. Ca jucător a cunoscut consacrarea la Jiul Petroșani, unde a evoluat șapte ani și cu care a câștigat Cupa României. Și-a început cariera de antrenor în 1988, ca secund la Progresul București, primul club la care a fost antrenor principal fiind Callatis Mangalia.
A pregătit în două rânduri pe Steaua București, în primul mandat, în sezonul 1997-1998, câștigând titlul de campion al României și Supercupa României. A fost selecționer al echipelor statelor Panama, Armenia și Kuweit.

## Palmares

### Ca jucător
Jiul Petroșani
 Cupa României:
 Câștigători (1) : 1974

### Ca antrenor
Steaua București
 Liga 1 :
 Campioni (1) :  1997-1998
 Supercupa României
 Câștigători (1) : 1998
Sheriff Tiraspol
Divizia Națională:
 Câștigători (1) : 2001-2002
Cupa Moldovei:
 Câștigători (1) : 2002
Pyunik Erevan
Prima Ligă Armeană:
 Campioni (1) : 2004
Cupa Armeniei:
 Câștigători (1) : 2004
Supercupa Armeniei:
 Câștigători (1) : 2004